# Mordellistena maculaticeps innotaticeps
Mordellistena maculaticeps innotaticeps es una subespecie de coleóptero de la familia Mordellidae.

## Distribución geográfica
Habita en la República Democrática del Congo.